# Lista de especiais de A Turma do Didi
Esta é uma lista de episódios de A Turma do Didi, um programa de televisão brasileiro de 1998. Com 12 anos no ar, ao longo de 11 temporadas foram produzidos mais de 500 episódios. Renato Aragão, intérprete de Didi, voltou a produzir especiais na programação de final de ano da Rede Globo em 2007 (excetuando-se ainda as microsséries exibidas no período de férias, com apenas 5 capítulos cada).

## Conto de Natal
- Texto: Renato Aragão
- Direção: Rogério Gomes
- Data de exibição: 26 de dezembro de 1997
- Horário: sexta-feira, 21h40

## O milionário e o vagabundo
- Texto: Péricles C. Barros
- Direção: Maurício Farias
- Data de exibição: 12 de abril de 1998
- Horário: domingo, 11h55

## Didi e o avarento
- Texto: Expedito Faggioni
- Direção: Alexandre Boury
- Data de exibição: 18 de outubro de 1998
- Horário: domingo, 12h05

## Didi Malasarte
- Texto: Renato Aragão
- Direção: Rogério Gomes
- Data de exibição: 27 de dezembro de 1998
- Horário: domingo, 12h
- Adaptação de As aventuras de Pedro Malasarte, coletânea de contos populares anônimos.

## Oliver & Didi
- Autoria: Renato Aragão
- Direção: Rogério Gomes e Fabrício Mamberti
- Direção geral: Rogério Gomes
- Exibição: 07 de março de 1999
- Horário: 21h50

## O Segredo da Princesa Lili
- Autoria: Renato Aragão
- Direção: Paulo Aragão e Marcus Figueiredo
- Direção geral: Marcus Figueiredo
- Exibição: 29 de dezembro de 2007
- Horário: 21h50

### Elenco
- Lívian Aragão - Lili
- Renato Aragão - Didi
- Daniela Escobar - Yrvana
- Natália do Vale - Rainha
- Fúlvio Stefanini - Arthur, O contador de histórias
- Gilbert - Rei Frederico
- Bernardo Melo Barreto - Guerreiro
- Polliana Aleixo - Lucélia
- Eike Duarte - Galante

## Uma Noite no Castelo
- Argumento: Renato Aragão
- Redação final: Paulo Cursino
- Direção geral: Marcus Figueiredo
- Exibição: 1 de janeiro de 2009

### Elenco
- Renato Aragão - Didi
- Lívian Aragão - Lili
- Débora Nascimento - Zara
- Ricardo Blat - Matíades
- Fiorella Mattheis - Virgínia
- Alexandre Slaviero - Guilherme
- Patrícia Werneck - Esmeralda
- Carlos Casagrande - Landin
- Walney Costa - Calímero
- Eduardo Galvão - Rei
- Giovanna Gold - Rainha Sofia
- Eduardo Martini - Arsênio Dúbio
- Alessandra Colasanti - Valeska Dúbio
- Luciano Clemente - Adelfo
- Alexandre Giorgi - Arauto

## Microsséries

### Poeira em Alto Mar
- Redação final: Paulo Cursino
- Direção: Paulo Aragão
- Direção geral: Marcus Figueiredo
- Exibição: 25 de fevereiro de 2008 – 29 de fevereiro de 2008
- Horário: 17h05

#### Elenco
| Ator                | Personagem       |
| ------------------- | ---------------- |
| Renato Aragão       | Didi             |
| Rodrigo Faro        | Peteco           |
| Víctor Fasano       | Capitão Falcon   |
| Milena Toscano      | Joana            |
| Daniel Erthal       | Davi             |
| Ildi Silva          | Doroti           |
| Cristina Prochaska  | Mirela           |
| José Augusto Branco | Armando Bento    |
| Alexandre Zacchia   | Hernandez/Ramon  |
| Roberto Frota       | Cícero de Nassau |
| Ellen Jabour        | Suzi             |
| Miguel Nader        | Sandoval         |
| Paulo Vespúcio      | Kurtz            |
| Marcelo Barreto     | Didi (Jovem)     |
| Marina Elali        | Ela Mesma        |

### Deu a Louca no Tempo
Deu a Louca no Tempo foi uma microssérie brasileira exibida pela Rede Globo, escrita por Renato Aragão com roteiro de Sérgio Madureira, direção-geral de Marcos Figueiredo, direção de núcleo de Paulo Aragão e redação final de Paulo Cursino. Exibida entre 26 de janeiro de 2009 até 30 de janeiro de 2009, totalizando cinco capítulos.
A microssérie foi gravada nas cidades de Angra dos Reis e em Foz do Iguaçu, terá o mesmo estilo que a outra feita por Renato Aragão — Poeira em Alto Mar —, e será apresentada no mesmo horário: às 17h15min, antes de Malhação e depois da Sessão da Tarde.

#### Sinopse
Deu a Louca no Tempo conta a história de um cientista chamado Nicolai que é um especialista em hipnose e trabalha principalmente com regressão hipnótica. Nicolai cria uma máquina do tempo para resgatar toda a sabedoria de vidas passadas. Nicolai, está hospedado em um resort quando conhce Nina e Lola. Elas, por sua vez, mantêm contato com o misterioso cientista. Porém, as duas não imaginam que ele está plenamente interessado em fazer uma regressão psicológica com Nina para tentar “roubar” todo o conhecimento adquirido em suas vidas passadas. Bruno e Didi são funcionários deste resort e, percebendo que alguma coisa estava errada, tentam salvá-las. Então vão todos parar dentro duma maquina do tempo à procura da Pedra Filosofal. Primeiro vão na época dos Dinossauros, mas Didi joga pedra na boca de um deles. Depois eles vão parar na casa de um cara que achou a pedra dentro do osso desse dinossauro anos depois e descobrem a vida passada de Nina, onde ela era amante muda de Walter Montserrat e de Leonardo da Vinci. Quando conseguem a pedra vão parar no ano de 1989, e descobrem que foi Nicolai quem matou, naquele ano, Alberto, pai de bruno. Então Bruno salva a vida do pai e muda todo o passado.

#### Elenco
| Ator                | Personagem        |
| ------------------- | ----------------- |
| Renato Aragão       | Didi              |
| Guilherme Berenguer | Bruno             |
| Odilon Wagner       | Nicolai           |
| Bia Seidl           | Lola              |
| Luiza Valdetaro     | Nina/Ruth         |
| Leopoldo Pacheco    | Tenório           |
| Eriberto Leão       | Alberto           |
| Ricardo Pavão       | Walter/Montserrat |
| Osvaldo Mil         | Romualdo          |

#### Audiência e repercussão
| Capítulo | Audiência | Fonte |
| -------- | --------- | ----- |
| Cap. 1   | 19 pontos |       |
| Cap. 2   | 19 pontos |       |
| Cap. 3   | 17 pontos |       |
| Cap. 4   | 18 pontos |       |
| Cap. 5   | 21 pontos |       |